# 国立感染症研究所
国立感染症研究所（日语：／ Kokuritsu Kansenshō Kenkyūsho */?）是日本厚生勞動省的設施等機關，前身是1947年設立的國立預防衛生研究所（日语：国立予防衛生研究所）。
村山廳舍與理研筑波研究所的生物安全防護水平（BSL）同為第4級，但因當地民眾反對，兩者都長期作為BSL-3設施使用，不進行BSL-4相關研究。2014年爆發西非伊波拉病毒疫症後，為對伊波拉出血熱懷疑感染者進行詳細檢查及開發治療藥物，2015年8月7日，村山廳舍被指定為日本首間BSL-4設施。

## 掌管事務[5]
- 查找病原及病因，研究、講習預防及治療方法。
- 對預防、治療、診断相關的生物製劑、抗菌性物質及其製劑、消毒劑、殺虫劑與殺鼠劑進行生物学檢查、檢定及試製，以及製造對上述的医藥品及醫藥部外品進行生物学檢查及檢定時所需的標準品。
- 製造鼠疫疫苗等罕用生物製劑，或技術上製造困難的生物製劑。
- 進行食品衛生相關的細菌学及生物学試驗、檢查。
- 進行預防衛生相關的其他科学調查及研究。
- 調整預防衛生相關的試驗及研究。

## 所在地
來源：
- 戶山廳舍 〒162-8640 東京都新宿区戶山1-23-1（35°42′15.02″N 139°43′2.56″E / 35.7041722°N 139.7173778°E）
- 村山廳舍 〒208-0011 東京都武藏村山市学園4-7-1（35°44′41.16″N 139°24′6.11″E / 35.7447667°N 139.4016972°E）
- 漢生病研究中心 〒189-0002 東京都東村山市青葉町4-2-1（35°46′6.96″N 139°29′59.58″E / 35.7686000°N 139.4998833°E）

## 組織
來源：
- 總務部
- 企画調整主幹
- 病毒第一部
- 病毒第二部
- 病毒第三部
- 細菌第一部
- 細菌第二部
- 寄生動物部
- 感染病理部
- 免疫部
- 真菌部
- 細胞化学部
- 昆虫医科学部
- 獸医科学部
- 血液、安全性研究部
- 品質保証、管理部
- 国際協力室
- 生物安全管理室
- 動物管理室
- 感染症疫学中心
- 愛滋病研究中心
- 病原体基因組解析研究中心
- 流行性感冒病毒研究中心
- 漢生病研究中心

## 歷代所長
1. 小林六造
2. 小島三郎
3. 中村敬三
4. 小宮義孝
5. 柳澤謙
6. 福見秀雄
7. 村田良介
8. 宍戶亮
9. 林滋生
10. 大谷明
11. 德永徹
12. 山崎修道
13. 竹田美文
14. 吉倉廣
15. 倉田毅
16. 宮村達男
17. 渡邉治雄
18. 倉根一郎
19. 脇田隆字

## 沿革
來源：
- 1947年（昭和22年）5月21日 - 從東京帝国大学附属傳染病研究所（現東京大学医科学研究所）独立，成為厚生省管理的預防衛生研究所。[8]
- 1948年（昭和23年）8月31日 - 在廣島及長崎開設原子爆彈影響研究所。[9]
- 1949年（昭和24年）6月1日 - 改名国立預防衛生研究所。[10]
- 1955年（昭和30年）3月23日 - 搬遷至海軍大學校舊址（東京都品川区上大崎2丁目）。[11]
- 1961年（昭和36年） - 在国立村山療養所用地內設置疫苗檢定廳舍（村山分室前身）。[11]
- 1975年（昭和50年）4月1日 - 原子爆彈影響研究所改由放射線影響研究所管理[11]
- 1978年（昭和53年）4月5日 - 設置筑波医学實驗用霊長類中心設置[11]
- 1980年（昭和55年） - 村山分室建成高度安全實驗室（BSL4設施），因附近居民反對未使用。
- 1988年（昭和63年） - 設置愛滋病研究中心
- 1992年（平成4年）10月 - 搬遷至新宿区戶山的厚生省戶山研究廳舍
- 1997年（平成9年） - 與国立多摩研究所合併，設置漢生病研究中心，改名国立感染症研究所
- 2002年（平成14年） - 部分組織改由国立保健医療科学院、國立醫藥品食品衛生研究所管理
- 2005年（平成17年） - 筑波医学實驗用霊長類中心等改由醫藥基盤研究所管理
- 2015年（平成27年）8月7日 - 村山分室被指定為日本首間BSL-4設施[2][4]。

## 事件
- 1983年，研究所前身、国立預防衛生研究所發生新藥間諜事件及抗生物質不正檢定事件，職員被捕。時任所長及抗生物質部長引咎辞職。
- 2010年，感染研焚化炉拆卸期間，時任總務部会計課預算第一係長被懷疑收取廢物處理公司200万日元現金，涉嫌受賄被捕，之後被落案起訴收賄罪及違反官製談合防止法[12][13]。
- 2015年，有人化名「匿名A」，在日本分子生物学会会員運營的「思考日本的科学」（日本の科学を考える）網站上「加深對捏造問題的憤怒」（捏造問題にもっと怒りを）話題[14]評論欄發貼，指稱1999年至2007年間發表的多篇論文，圖像數據有不自然的變化，或是與其他圖像十分相似[15][16][17][18]。當中部分論文之後被東京大學判定未有學術不端[19][20][21]。

## 曾在籍人物
- 荒谷真平 - 原齒科衛生部部長。原東北大学齒学部長。[22]
- 大島寬史 - 国際癌症研究機構内源性致癌因素部門部長[23]

## 脚注

## 外部連結
- 国立感染症研究所 官方網站
  - 感染症疫学中心（页面存档备份，存于）